# Bagnara di Romagna
Bagnara di Romagna (en emilià-romanyol Bagnèra) és un municipi italià, situat a la regió d'Emília-Romanya i a la província de Ravenna. L'any 2010 tenia 2.282 habitants. Limita amb els municipis de Cotignola, Imola (BO), Lugo, Mordano (BO) i Solarolo. Va rebre oficialment aquest nom el 1863 per tal de diferenciar-se de Bagnera Calabra.
La vila és al Camí Güelf, paral·lel a la Via Emília, que connectava els castells, esglésies i mansions de Bolonya amb el mar Adriàtic. De totes les ciutats fortificades que hi havia al llarg de la ruta, Bagnara és l'únic exemple de castrum medieval conservat integralment.

## Administració
| Període | Identitat    | Partit        |
| ------- | ------------ | ------------- |
| 2009-   | Angelo Galli | Llista cívica |

## Agermanaments
- Sant Dreseri
- Adelmannsfelden